# Eragrostis subsecunda
Eragrostis subsecunda är en gräsart som först beskrevs av Jean-Baptiste de Lamarck, och fick sitt nu gällande namn av Eugène Pierre Nicolas Fournier. Eragrostis subsecunda ingår i släktet kärleksgrässläktet, och familjen gräs. IUCN kategoriserar arten globalt som livskraftig. Inga underarter finns listade i Catalogue of Life.